# Thereza Dillwynová Llewelynová

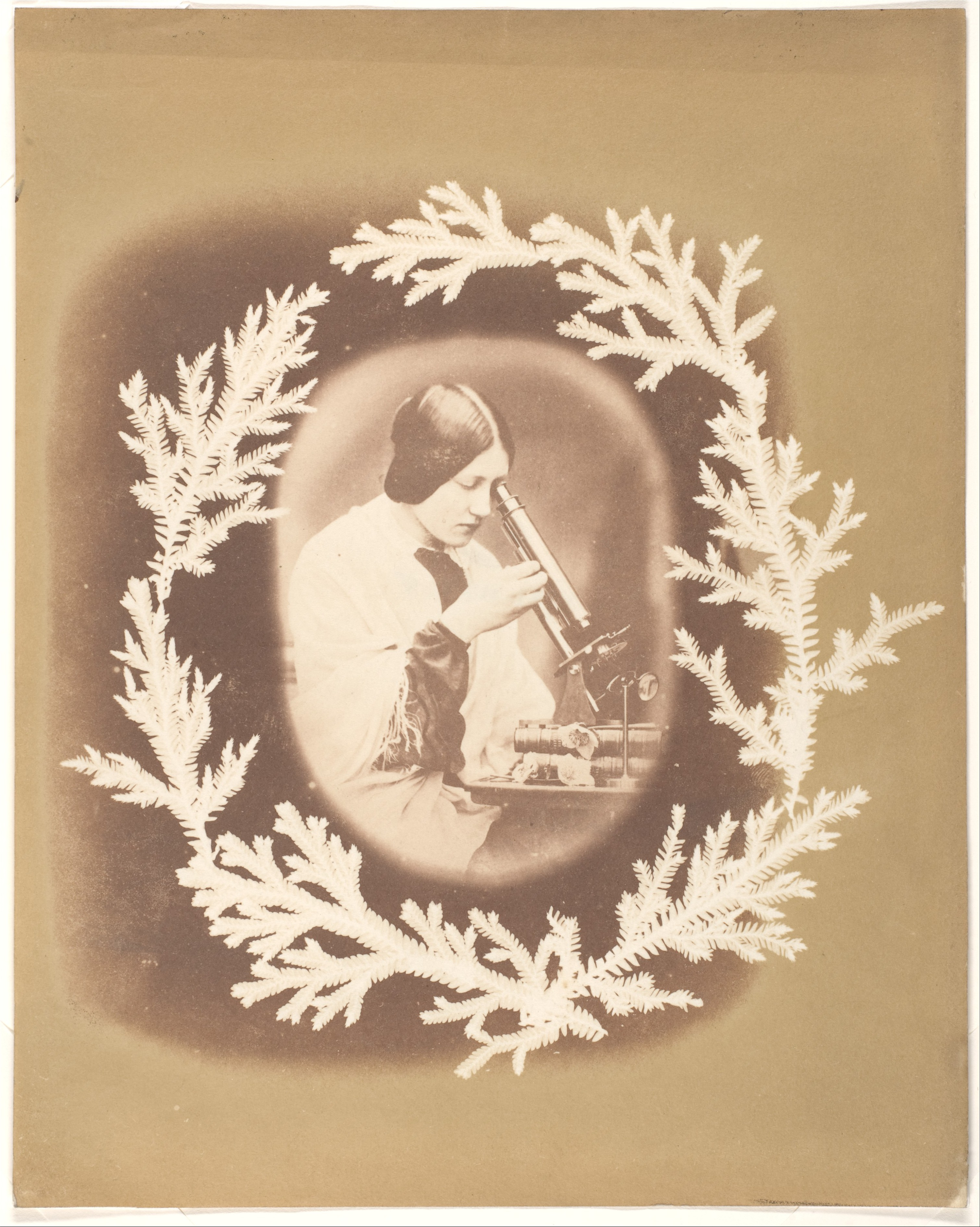
Thereza Dillwyn Llewelynová s mikroskopem, který pořídil její otec John Dillwyn Llewelyn

Thereza Dillwyn Llewelynová (3. května 1834 Penllergaer – 21. února 1926 Basset Down House, Wroughton) byla velšská astronomka a průkopnice vědecké fotografie.

## Životopis
Narodila se jako nejstarší ze šesti dětí fotografovi a botanikovi Johnu Dillwynu Llewelynovi a Emmě Thomasině Talbotové v Penllergare House v Glamorganshire. Spolu se svými rodiči byla její širší rodina aktivní v oblasti vědy ve fotografii, včetně matčina bratrance fotografa Henryho Foxe Talbota a její tety Mary Dillwynové, jedné z prvních fotografek ve Walesu. Llewelynová vyvinula zájem o fotografování a astronomii, ačkoli obě oblasti byly neobvyklé směry pro ženy ve viktoriánské době. Její sestřenice byly sestry romanopisce a průmyslníka Amy Dillwyna a lepidopteristky Mary De la Beche Nicholl.
Llewelynová si 29. června 1858 vzala Nevila Story-Maskelyna, profesora mineralogie na Oxfordské univerzitě. Prostřednictvím něj zahájila korespondenci s Charlesem Darwinem. Společně měli dvě dcery: Mary, která se později provdala za politika a spisovatele H. O. Arnolda-Forstera, a Therezu, která se provdala za fyzika Arthura Williama Ruckera.

## Vědecká práce a fotografie
V důsledku zájmu Llewelynové o astronomii postavil její otec k jejím šestnáctým narozeninám rovníkovou observatoř v Penllergare Valley Woods. Stavba observatoře byla rodinnou záležitostí, jak Llewelynová popsala událost v dopise z roku 1851 svému otci:
Základní kámen hvězdárny jsem položila dnes 7. července. Když tu v sobotu byli děda s babičkou, řekli jsme jim o tom a byli tak hodní, že sem dnes přišli a viděli položený první kámen; tak jsme šli v průvodu na místo; oni už nějaký kámen dostali a poté, co jsem položila první kámen položila Emma druhý a Elinor [moje mladší sestry] třetí, což ji velmi potěšilo.

Llewelynová spolupracovala se svým otcem na řadě astrofotografických experimentů, včetně produkce některých z prvních fotografií Měsíce v polovině 50. let 19. století. Později vzpomínala: „protože měsíční svit vyžaduje mnohem delší expozici, bylo mou věcí udržet teleskop v pohybu, protože neexistovaly žádné hodiny.“ Vyvinuli také prostředek k fotografování sněhových krystalů.
Spolupráce mezi Llewelynovou a jejím otcem se rozšířila také na meteorologii, protože přispívali k údržbě a monitorování dobrovolných meteorologických stanic British Science Association. Llewelynová spravovala meteorologické záznamy a doufala, že svá pozorování osobně představí na schůzi Asociace. Její otec jí však účast nedovolil.
Jedna z fotografií dcery Johna Dillwyna Llewelyna, pořízená kolem roku 1854, je fotogram kapradiny. Má spíše vinětový okraj než krajkový, inkoustové a akvarelové nebo papírové okraje, které byly v té době běžné. Llewelynová přijala tuto dekorativní metodu pro alespoň jednu ze svých fotografií své sestry Elinory.
Kromě fotografie Llewelynová sestavila herbář a napsala zprávu, která byla přečtena ve společnosti Linnean Society v roce 1857.
Llewelynová možná pozorovala Donatiho kometu v roce 1858, než to bylo oficiálně oznámeno italským astronomem.
Po jejím sňatku s Maskelynem oba spolupracovali na experimentech v chemii a fotografii.
V roce 1874 si Llewelynová dopisovala s Charlesem Darwinem na stránkách Nature o svých pozorováních ptáků, kteří okusovali květiny, aby se dostali k nektaru.

## Pozůstalost a archivy
V roce 2012 získala Britská knihovna fotografický archiv Dillwyn Llewelynová / Story Maskelyne, který obsahuje výběr Tereziných časopisů, memoárů a fotografií.

## Galerie

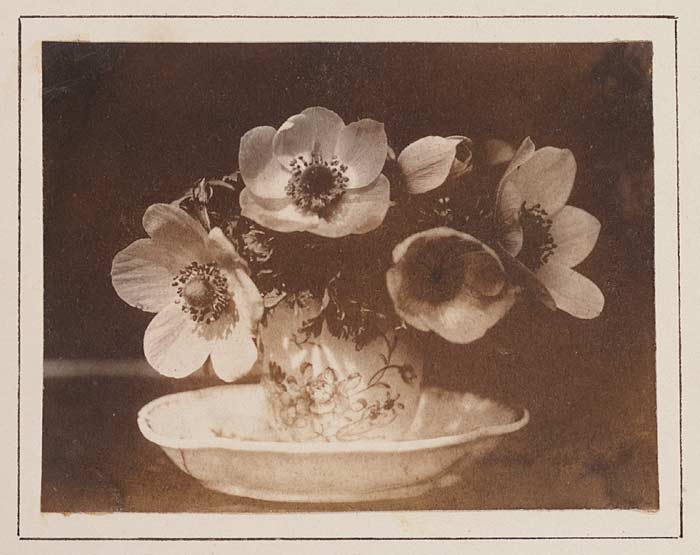
Anemones
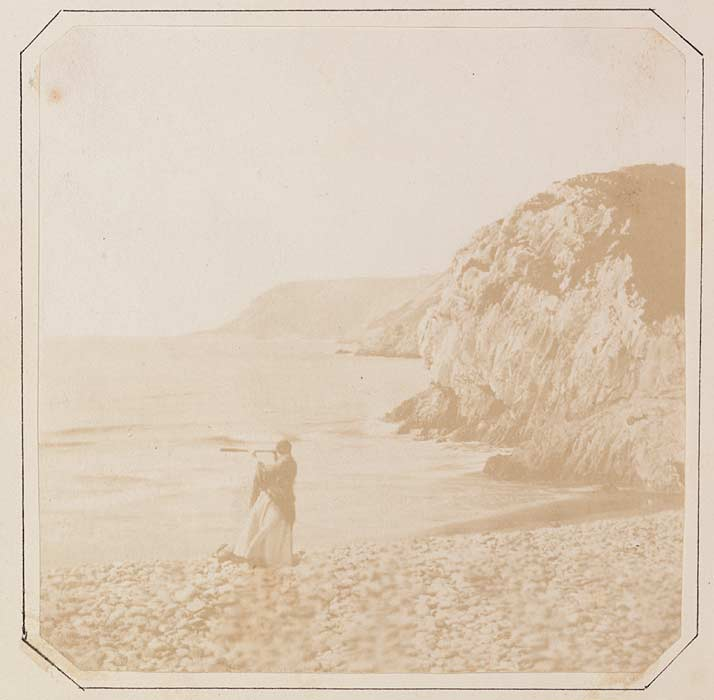
Caswell Bay
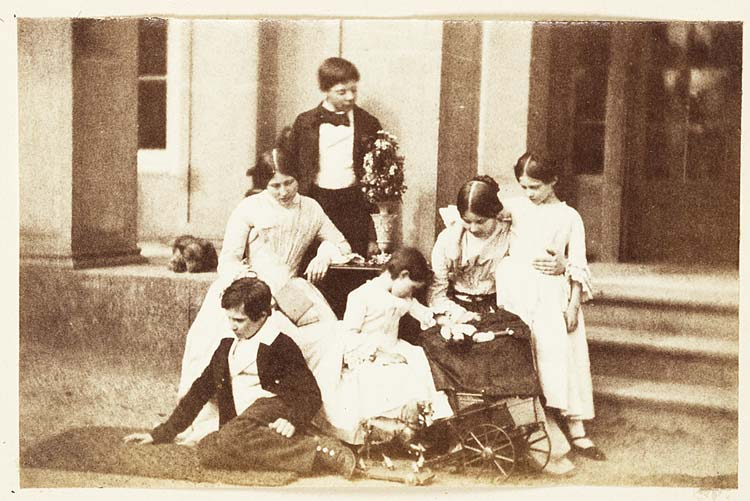
Dillwyn Llewelyn children
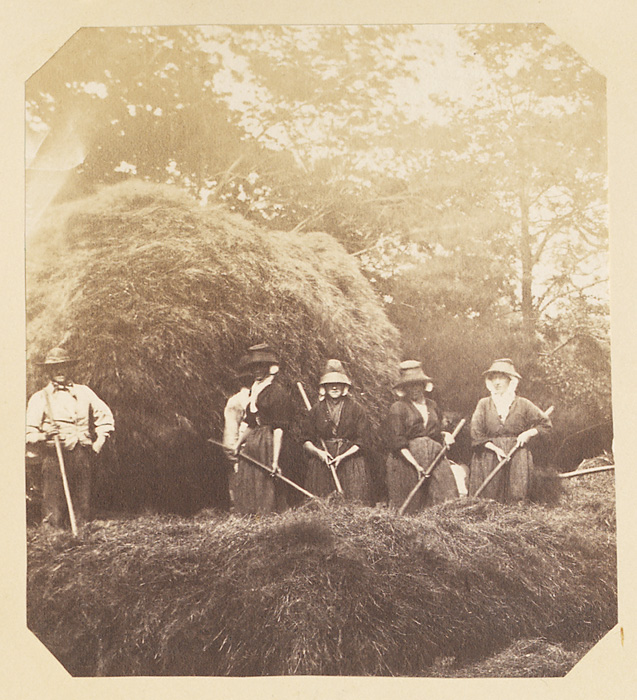
Haymaking at Penlle'r-gaer
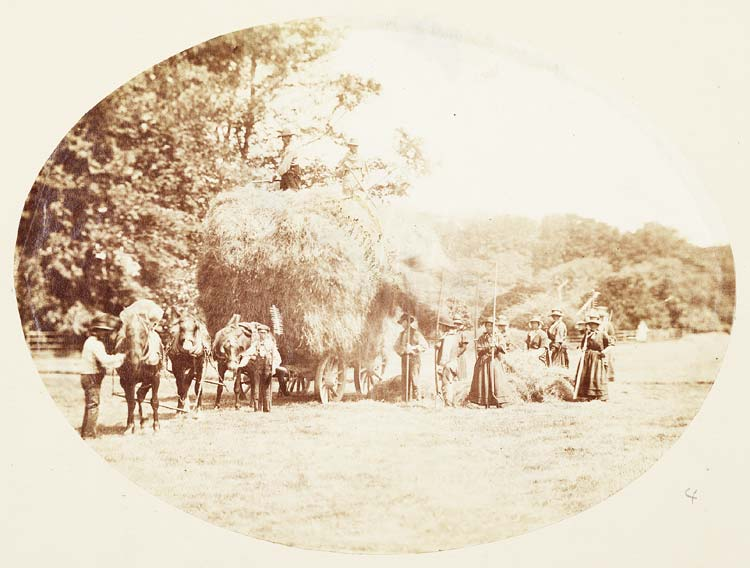
Haymaking on the Penlle’r-gaer estate
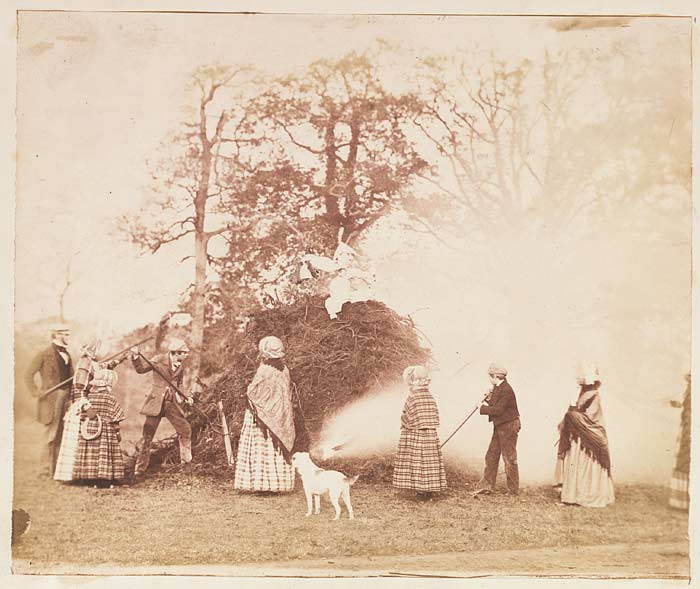
J. D. Ll's children with Mr Knight, their tutor (mentioned in diaries of Thereza)
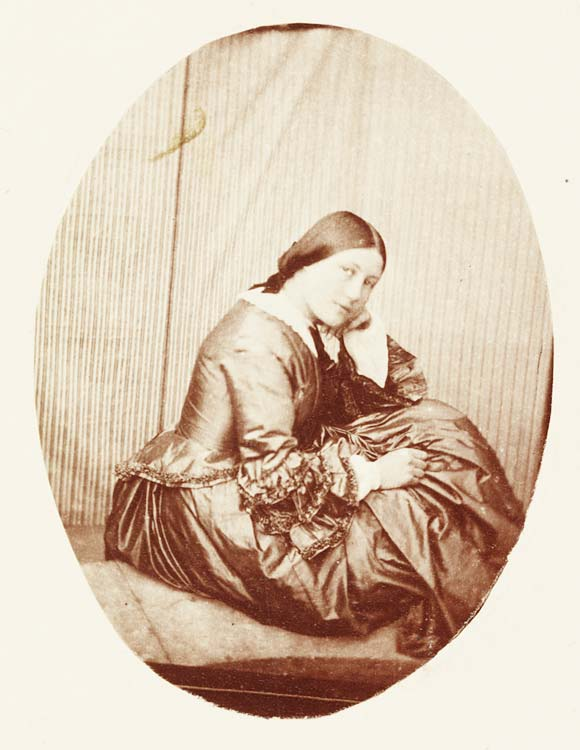
Llewelyn
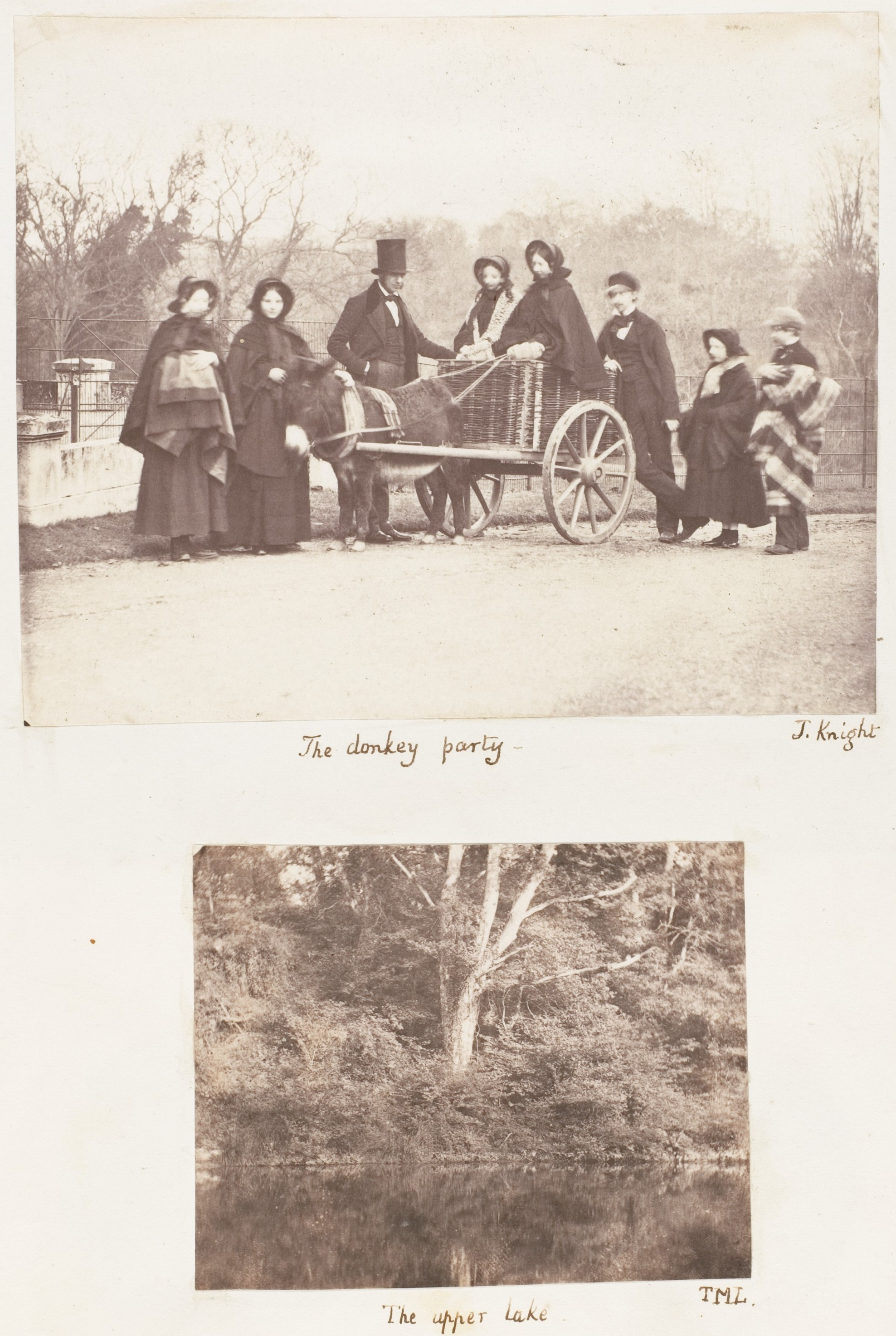
The Donkey Party; The Upper Lake
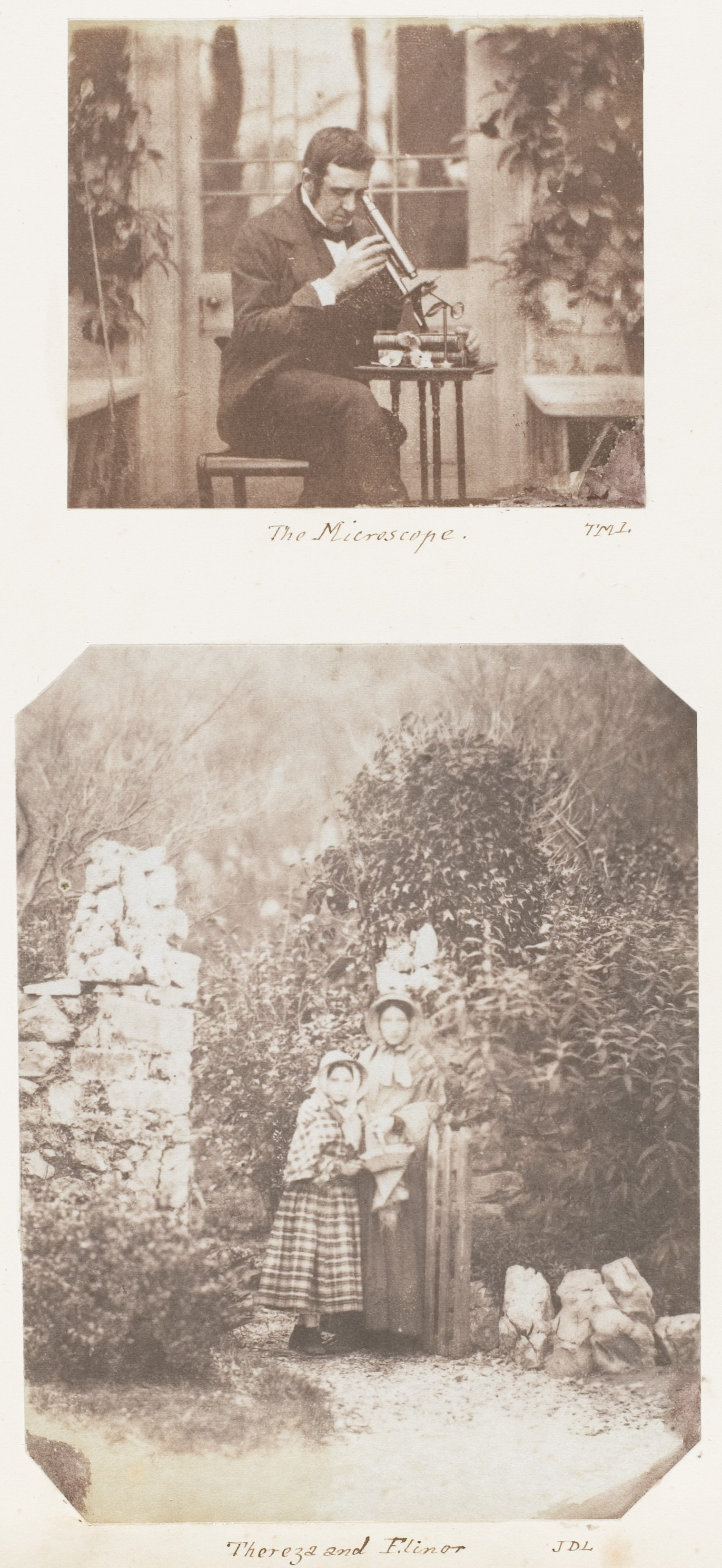
The Microscope; Thereza a Elinor
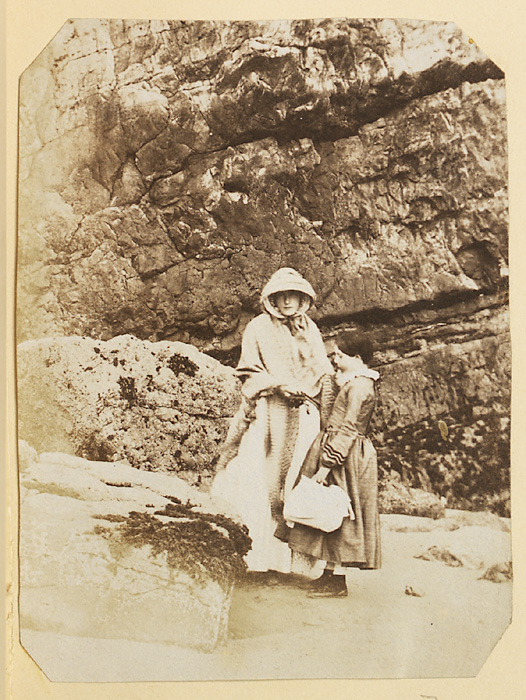
Thereza a Elinor, 1853
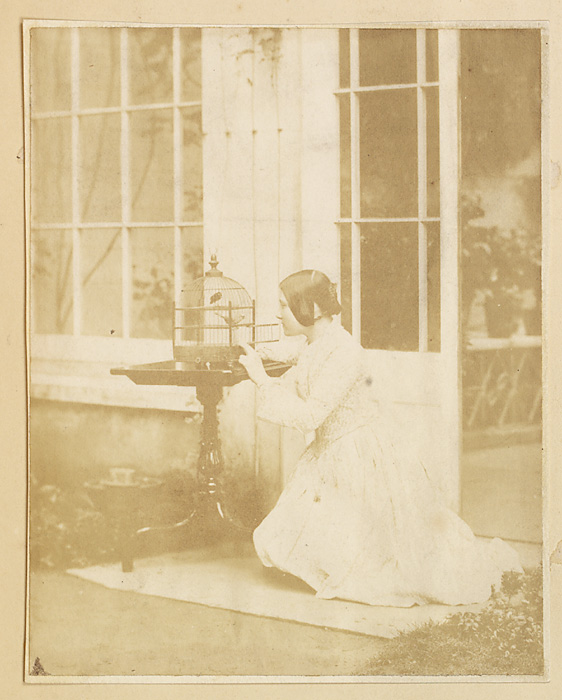
Thereza Dillwyn Llewelynová
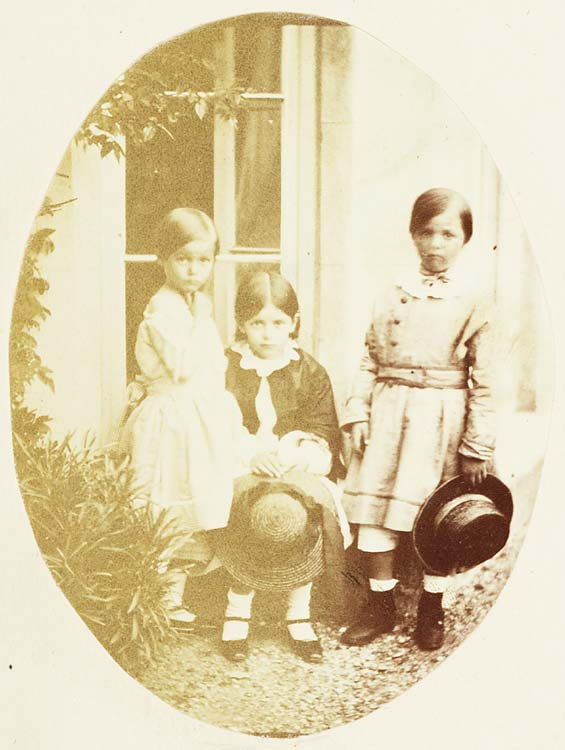
Three of Mr & Mrs Charles Royd Smith's children